# Dozzano
Dozzano è una frazione del comune italiano di Pontremoli, nella provincia di Massa-Carrara.

## Geografia fisica
Il borgo di Dozzano si trova nella Valle Gordana a pochi chilometri da Pontremoli.

## Monumenti e luoghi d'interesse
A Dozzano sono presenti la chiesa parrocchiale di San Lorenzo e la Villa Pavesi-Negri, una dimora settecentesca situata nei pressi del sobborgo di Scorano.

## Società

### Tradizioni e folclore
San Lorenzo
Il Santo Patrono di Dozzano è San Lorenzo, viene effettuata  una Santa Messa la mattina del 10 agosto.
Madonna dei Miracoli
La Madonna dei Miracoli a Dozzano è festeggiata alla seconda domenica di maggio. Alla mattina Santa Messa e al pomeriggio Vespri con Processione lungo la strada che porta alla chiesa. Al termine viene effettuato un piccolo rinfresco conviviale.